# Signori di Robotech
I Signori di Robotech sono personaggi immaginari introdotti nella versione statunitense dell'anime Chōjikū kidan Southern Cross (The Super Dimension Cavalry Southern Cross in inglese), che era stato adattato come seconda serie di Robotech in America ed Europa. La loro origine e i loro scopi sono poi stati approfonditi nei vari prequel, sequel e spin-off di Robotech.
Nell'universo narrativo della serie, i Signori di Robotech sono i supremi signori e custodi della Robotecnologia. Appaiono fugacemente nella Prima guerra Robotech e sono gli antagonisti della Difesa Terrestre nel secondo conflitto.
Originariamente, fra i Signori vi era un brillante scienziato di nome Zhor, che, compiendo un viaggio interstellare, scoprì su un pianeta chiamato Optera la razza degli Invid. Qui, dopo aver sedotto la Invid Regis, madre e regina della razza aliena, le rubò il segreto dei Fiori della Vita, una coltura biologica produttrice di energia, trafugandoli sul pianeta Tirol e dando inizio lì al progetto della Protocultura. Affascinati dall'enorme potenziale, i suoi colleghi ordirono una congiura contro Zhor (dandosi il nome di Signori di Robotech) e ristrutturarono la società tiresiana utilizzando la clonazione ed introducendo il rito del "tre-in-uno" o triumvirato.
Come reazione al tradimento dei suoi compatrioti, Zhor creò l’astronave SDF-1, nascondendovi all'interno di uno dei suoi motori a piega, la matrice di Protocultura (rubata su Tirol) e fuggendo a bordo della nave stessa (pilotata da Zentradi a lui fedeli), poi schiantasi sulla Terra. Coinvolto nella guerra spietata scoppiata tra i Signori e gli Invid, Zhor morì nella stessa battaglia in cui il comandante Zentradi, Breetai rimase ferito e sfigurato al volto.
Successivamente, compreso che la razza Zentradi da loro creata non era più in grado di combattere, in quanto venuta a contatto con la Protocultura, i Signori decisero di recarsi sulla Terra per riappropriarsi della matrice: a tal scopo, usando i tessuti del cadavere di Zhor e le scorte di Fiori della Vita rimaste, crearono un clone del loro antenato, Zhor Primo, il quale, tuttavia, si ribellerà loro e ne causerà la rovina.

## Caratteristiche fisiche
Dall'introduzione del triumvirato, i Signori ed i loro cloni-guerrieri si muovono sempre in gruppi di 3; i gruppi sono formati da individui apparentemente trigemini, ma che in realtà hanno avuto origine da un unico essere.

## Robotech Factory
La Robotech Factory è un enorme satellite-officina costruito agli albori della guerra intergalattica con gli Invid, dai Signori di Robotech.
Il suo compito è di costruire le varie tipologie di astronave richieste dalla razza guerriera creata appositamente dai Signori, gli Zentradi.
Sconfitto il comandante supremo Zentradi Dolza, i terrestri organizzano assieme a Breetai una spedizione che, grazie alla sorpresa ed a tattiche poco ortodosse, consente loro di catturare la Robotech Factory e portarla in orbita terrestre. Qui, dopo la distruzione dell'SDF-1 e dell'SDF-2 ad opera di Lord Kyron, si costruisce l'SDF-3, basandosi su progetti originali di Zhor.